# Pomník Lenina a Stalina (Olomouc)

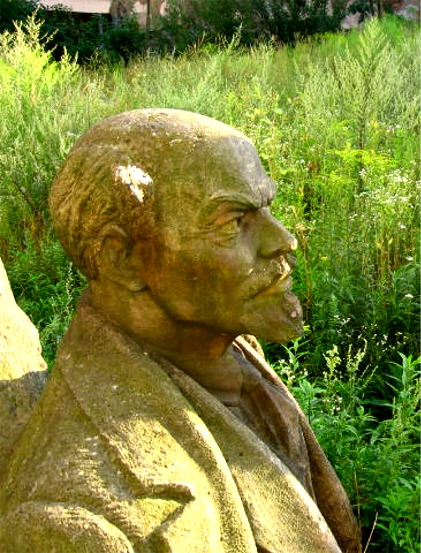
Detail pomníku – hlava Lenina

Pomník Lenina a Stalina v Olomouci je typickým příkladem sochařského díla ve stylu socialistického realismu. Byl vybudován na počest sovětských vůdců Josifa Vissarionoviče Stalina a Vladimira Iljiče Lenina v době tzv. kultu osobnosti v 50. letech 20. století.

## Historie
Pomník byl vybudován v letech 1949–1955 na tehdejším náměstí VŘSR (dnešní Palachovo nám.) na místě bývalé synagogy vypálené nacisty v roce 1939. Jeho autory jsou olomoučtí sochaři Rudolf Doležal a Vojtěch Hořínek, autorem podstavce a monumentálního architektonického řešení náměstí je arch. František Novák.
Jako jeden z mála Stalinových pomníků zůstal na svém místě až do roku 1989, pravděpodobně díky jeho spojení v sousoší s Leninem, jehož kult zůstal neotřesen. Tomu nasvědčuje i přejmenování pomníku na některých pohlednicích z 60.–80. let, kde je uváděn jako Pomník Lenina a jeho spolupracovníků.
V noci na sobotu 18. února 1989 byl celý pomník postříkán červenou barvou (viz Černá kronika Rudého práva ze středy 22. února 1989). Někteří občané si červenou sochu tajně fotografovali. Poté, co byla marně po celou sobotu tato syntetická barva z pískovce vymývána chemickými rozpouštědly, mohli obyvatelé Olomouce v neděli sledovat práci na mechanické očistě pomníku, která spočívala v obroušení barvy pomocí písku v prudkém proudu vody. Komunistické Rudé právo informovalo, že pomník znečistil neznámý pachatel.
V zimě roku 1989 se stal objektem happeningů olomouckých studentů, při nichž byly mj. ruce Stalina pomalovány rudou barvou, na hlavu mu byla nasazena katovská kápě (odkazující na jeho zločiny). Při jednom z happeningů byly na pomník zavěšeny stovky balónků a transparent s nápisem Odleťte do teplých krajin.
V lednu 1990 byl pomník odstraněn a na jeho místě vzniklo parkoviště. Místo je dnes opět v majetku olomoucké Židovské obce.
Pomník byl rozložen na jednotlivé kamenné bloky a uložen na pozemku Muzea umění v centru Olomouce.
V lednu 2007 byla schválena darovací smlouva mezi Statutárním městem Olomouc a Muzeem umění na fragmenty pomníku (pravděpodobně jde o samotné sousoší, monumentální sokl se nedochoval). Část pomníku by se tak v budoucnu měla objevit ve stálé expozici Muzea umění.

## Popis pomníku
Pískovcový pomník znázorňoval sousoší Stalina (vlevo) držícího v ruce svitek papíru a Lenina (vpravo). Dvojici doplňovala postava dělníka (vlajkonoše) s vlajkou, jež měla podporovat vertikální gradaci pomníku. Tato kompozice vyvolávala spekulace o podobnosti s vrcholovým sousoším sv. Trojice na nedalekém sloupu Nejsvětější Trojice.
Pomník byl přibližně 7–8 metrů vysoký, z toho více než polovinu tvořil sokl se čtvercovou základnou. Na čelní straně soklu byl vytesán nápis: 
S.K.NEUMANN – VÁM PODĚKOVÁNÍ A LÁSKU VÁM – DNE 7. LISTOPADU 1955 V DESÁTÉM ROCE OSVOBOZENÍ ČESKOSLOVENSKA SOVĚTSKOU ARMÁDOU – LID OLOMOUCKÉHO KRAJE

Odhalení pomníku 7. listopadu s poděkováním za květnové osvobození bylo pravděpodobně způsobeno časovým skluzem při stavbě pomníku.
Před pomníkem stály na podstavcích dvě obrovské kamenné mísy s figurálními reliéfy. Měly sloužit jako nádoby na věčný oheň, později v nich byly vysazeny květiny. Kolem pomníku byl vytvořen dlážděný areál, na němž se konaly vojenské přehlídky, např. oslavy 1. máje.